# Улица Гавришкевича (Львов)
Улица Гавришкевича (укр. Вулиця Гавришкевича) расположена в Галицком районе города Львов, в его историческом центре. Она соединяет улицу Краковскую с площадью Даниила Галицкого.

## История и название
До 1861 года современная улица носила название Древесной, после чего получила наименование Стрелецкой площади. С ноября 1941 по июль 1944 года, в годы немецкой оккупации Львова, она была известна как Шарфшютценгассе. По окончании военных действий она вновь стала Стрелецкой площадью, а в 1946 году была переименована в честь Даниила Галицкого.
В 1993 году улица была отделена от площади Даниила Галицкого и названа в честь украинского архитектора Сильвестра Гавришкевича (1836—1911), построившего Преображенскую церковь, расположенную неподалёку на Краковской улице.

## Застройка
В архитектурном ансамбле улицы Гавришкевича преобладают здания в стилях классицизма и венского сецессиона. Большинство домов на ней внесены в Реестр памятников архитектуры местного значения.
№ 2 — трёхэтажный угловой дом, построенный в 1874 году. Фасад здания украшен длинными сплошными рядами гладкой дощатой рустовки. Над окнами второго этажа нависают полочные сандрики опирающиеся на два волютовидных кронштейна, украшенные акантами. В этом здании в межвоенный период содержалось печатное товарищество Sztuka, издательство Arbeiter Kultur и магазин по продаже масла и яиц Вишика. Дом внесён в Реестр памятников архитектуры местного значения под № 879.
№ 7 (альтернативный адрес — площадь Данила Галицкого, 1) — дом, примыкающий к южной стороне нынешнего Львовского областного театра кукол. В нём в межвоенный период размещалась Львовский ликёро-водочный завод «Кракус» и склад труб, металлических и технических товаров «Гидрант».